# Organokatalizatory tiomocznikowe
Organokatalizatory tiomocznikowe – rodzaj katalizatorów zawierających w swojej budowie ugrupowanie tiomocznikowe, które pełni rolę donora wiązań wodorowych. Stosowane są zarówno w reakcjach stereoselektywych, jak i niestereoselektywnych.

## Budowa

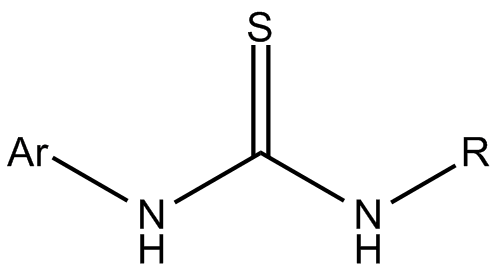
Wzór ogólny katalizatora tiomocznikowego

Przy jednym z atomów azotu ugrupowania tiomocznikowego najczęściej znajduje się grupa arylowa z podstawnikami elektronoakceptorowymi, np. CF3, która zwiększając kwasowość wiązania N−H, ułatwia późniejsze tworzenie wiązania wodorowego z substratem. Drugi atom azotu zawiera podstawnik R, który posiada centrum chiralności w przypadku prowadzenia reakcji enancjoselektywnych.

## Oddziaływanie katalizator-substrat
Organokatalizatory tiomocznikowe mogą być monofunkcyjne, np. katalizator Schreinera, lub dwufunkcyjne. W przypadku dwufunkcyjnych podstawnik R zawiera dodatkową grupę funkcyjną, np. w reakcjach addycji typu Michaela często jest to amina trzeciorzędowa. Wówczas akceptor Michaela jest aktywowany poprzez wiązania wodorowe utworzone z ugrupowaniem tiomocznikowym, natomiast fragment o charakterze zasadowym aktywuje donor Michaela.

Oddziaływanie katalizator-substrat
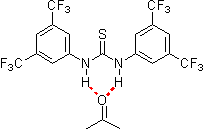
Aktywacja ketonu za pomocą monofunkcyjnego katalizatora Schreinera poprzez utworzenie dwóch wiązań wodorowych
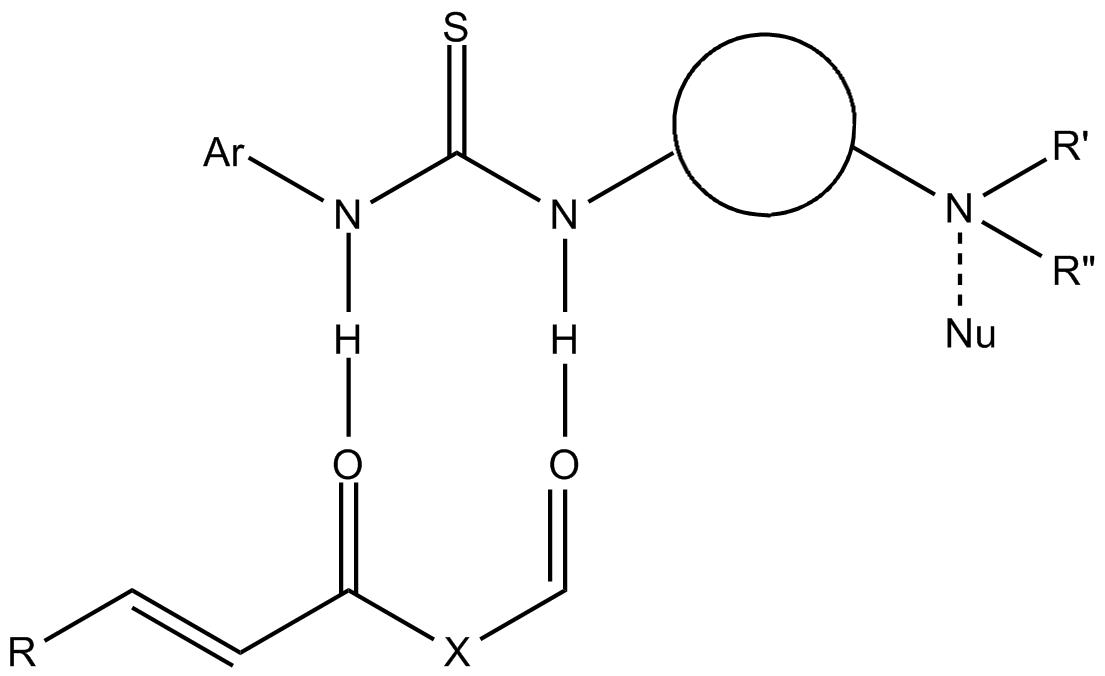
Schemat aktywacji akceptora i donora Michaela przy użyciu bifunkcyjnego katalizatora tiomocznikowego

## Zalety organokatalizatorów tiomocznikowych
- małe ilości katalizatora potrzebne do skutecznej aktywacji reakcji (do 0,001% mol)[3]
- nietoksyczne dla środowiska, w przeciwieństwie do katalizatorów będących kwasami Lewisa i zawierających atom metalu
- są niewrażliwe na obecność wody i powietrza[4]
- pKa tiomocznika to 21,0, więc reakcja przebiega w praktycznie obojętnych i łagodnych warunkach, co pozwala na zastosowanie substratów wrażliwych na kwaśne środowisko
- prosta i niedroga synteza z odpowiednich amin i izotiocyjanianów.

Przykłady organokatalizatorów tiomocznikowych
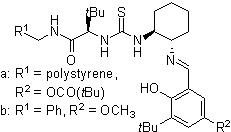
1998: Katalizator Jacobsena wykorzystany w asymetrycznej reakcji Streckera
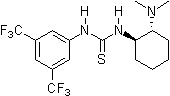
2003: Bifunkcyjny katalizator Takemoto, wykorzystywany w asymetrycznych reakcjach Michaela i aza-Henry’ego